# Peter II. (St. Pol und Brienne)

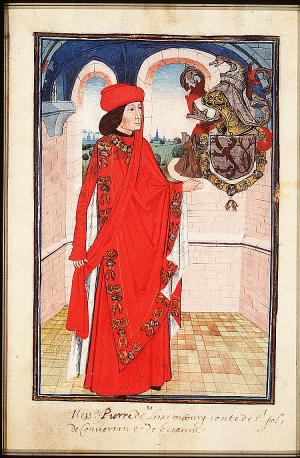
Peter II. von Luxemburg im Wappen- und Statutenbuch des Ordens vom Goldenen Vlies (Den Haag, KB, 76 E 10, fol. 79r)

Peter II. von Luxemburg (frz.: Pierre de Luxembourg, * um 1440; † 25. Oktober 1482 in Enghien) aus dem Haus Luxemburg-Ligny war Graf von Saint-Pol, Brienne, Marle und Soissons, Herr von Enghien.

## Leben
Um nicht wie sein Vater Ludwig I. von Luxemburg, Gf. von Saint-Pol, der 1475 in Paris wegen Hochverrats hingerichtet wurde, zwischen die Fronten von Karl dem Kühnen, Herzog von Burgund, und König Ludwig XI. von Frankreich zu geraten, hielt er sich vornehmlich in seinem Besitz in Enghien auf. Erst nachdem er von seinem Bruder Johann, der 1476 bei der Schlacht bei Murten kinderlos fiel, die Grafschaften Marle und Soissons geerbt hatte, näherte er sich dem Haus Burgund. Im August 1477 gehörte er dem Hof Herzogin Marias von Burgund an und 1478 wurde er in den Orden vom Goldenen Vlies aufgenommen. Der Intervention Herzogin Marias hatte er es zu verdanken, dass er die bei der Hinrichtung seines Vaters enteigneten Grafschaften Saint-Pol und Brienne wieder zurückerhielt.

## Familie
Peters Eltern waren Ludwig I. von Luxemburg, Gf. von Saint-Pol († 1475) und Johanna von Bar.
Er heiratete Margarete von Savoyen (* 1439, † 9. März 1484), Tochter von Graf Ludwig von Savoyen und Anne de Lusignan. Aus dieser Ehe gingen folgende Kinder hervor:
1. Louis, † klein
2. Claude, † klein
3. Antoine, † klein
4. Marie († 1547), 1482 Gräfin von Saint-Pol, Ligny, Marle und Soissons; ⚭ 1) Jakob von Savoyen, Graf von Romont († 1486); ⚭ 2) François de Bourbon, Graf von Vendôme († 1495).
5. Françoise, Dame d’Enghien († 1523) ⚭ Philipp von Kleve-Ravenstein, Herr von Ravenstein († 1528).

## Bibliographie
- Raphael de Smedt (Hrsg.): Les chevaliers de l’ordre de la Toison d’or au XVe siècle. Notices bio-bibliographiques. 2. verbesserte Auflage. Peter Lang, Frankfurt 2000, ISBN 3-631-36017-7, S. 200f. (Kieler Werkstücke. D 3).

| Vorgänger          | Amt                          | Nachfolger          |
| ------------------ | ---------------------------- | ------------------- |
| Ludwig             | Graf von Saint Pol 1477–1482 | Marie de Luxembourg |
| Ludwig             | Graf von Brienne 1475–1482   | Antoine I.          |
| Jean de Luxembourg | Graf von Marle 1476–1482     | Marie de Luxembourg |
| Jean de Luxembourg | Graf von Soissons 1476–1482  | Marie de Luxembourg |

| Personendaten    | Personendaten                                   |
| ---------------- | ----------------------------------------------- |
| NAME             | Peter II.                                       |
| ALTERNATIVNAMEN  | Pierre de Luxemburg; Pierre de Luxembourg       |
| KURZBESCHREIBUNG | Graf von Saint-Pol, Brienne, Marle und Soissons |
| GEBURTSDATUM     | um 1440                                         |
| STERBEDATUM      | 25. Oktober 1482                                |
| STERBEORT        | Enghien                                         |